# Krašić
Krašić je općina u Hrvatskoj. Nalazi se u Zagrebačkoj županiji.

## Zemljopis
Općina je u geografskom smislu konzistentan dio hrvatskog prigorja, a s povijesnog aspekta predstavlja dio Podgorske županije. Smještena je između gradova Jastrebarskog i Ozlja (Karlovačka županija), oko 50 km jugozapadno od Zagreba.

## Povijest
Gotička župna crkva sv. Trojstva, koja se već spominje u dokumentu iz 1334. godine, barokizirana je oko 1759. godine. Zvonik je iz 1771. godine.
U župnoj crkvi nalazi se barokni oltar iz 1743. godine. Crkvenom inventaru pripada vrijedan golgotski reljef u stilu rokoko. Od 1911. do 1913. crkva je proširena prema nacrtu arhitekta Stjepana Podhorskog (1875. – 1945.).
U Krašiću je živio i djelovao hrvatski kardinal i zagrebački nadbiskup Alojzije Stepinac, kojeg je komunistički režim Jugoslavije nakon Drugog svjetskog rata osudio na 16 godina zatvora. Od 1951. popularni kardinal posljednje godine života proveo je u Krašiću. Dana 29. studenog 1952 proglašen je kardinalom. Zato posebno katolici svake godine dolaze u posjet župnom dvoru u kojem je kardinal boravio dugih devet godina, sve do 10. veljače 1960. u kućnom pritvoru.
Na lokalitetu Krupače kod Krašića pronađeno je groblje s urnama halštatske kulture.

## Stanovništvo
Po popisu stanovništva iz 2001. godine, općina Krašić imala je 3199 stanovnika, raspoređenih u 33 naselja:
- Barovka – 18
- Begovo Brdo Žumberačko – 22
- Brezarić – 306
- Brlenić – 213
- Bukovica Prekriška – 41
- Careva Draga – 6
- Čučići – 2
- Čunkova Draga – 33
- Dol – 216
- Donje Prekrižje – 63
- Gornje Prekrižje – 49
- Hrženik – 135
- Hutin – 129
- Jezerine – 53
- Konjarić Vrh – 31
- Kostel Pribićki – 54
- Krašić – 699
- Krnežići – 56
- Krupače – 71
- Kučer – 49
- Kurpezova Gorica – 9
- Medven Draga – 46
- Mirkopolje – 96
- Pećno – 23
- Pribić – 319
- Pribić Crkveni – 184
- Prvinci – 17
- Radina Gorica – 25
- Rude Pribićke – 39
- Staničići Žumberački – 13
- Strmac Pribićki – 132
- Svrževo – 45
- Vranjak Žumberački – 5

| broj stanovnika | 4301  | 4763  | 5341  | 5905  | 6103  | 6423  | 6167  | 6611  | 6348  | 6242  | 5833  | 5215  | 4359  | 3855  | 3199  | 2640  | 2250  |
|                 | 1857. | 1869. | 1880. | 1890. | 1900. | 1910. | 1921. | 1931. | 1948. | 1953. | 1961. | 1971. | 1981. | 1991. | 2001. | 2011. | 2021. |

| broj stanovnika | 429   | 535   | 579   | 665   | 764   | 863   | 877   | 929   | 791   | 909   | 923   | 854   | 817   | 768   | 699   | 616   | 542   |
|                 | 1857. | 1869. | 1880. | 1890. | 1900. | 1910. | 1921. | 1931. | 1948. | 1953. | 1961. | 1971. | 1981. | 1991. | 2001. | 2011. | 2021. |

## Uprava
Administrativno središte općine je naselje Krašić.
Dan općine obiježava se 8. svibnja.
Načelnik općine je Josip Petković Fajnik (HDZ).

## Poznate osobe
- Blaž Ćuk, hrvatski slikar i likovni pedagog
- Juraj Ćuk, hrvatski pisac povjesničar i sudac Banskog stola, autor "Krašičke seljačke bune"
- Žarka Ivasić, hrvatska redovnica Družbe sestara milosrdnica svetog Vinka Paulskoga
- Juraj Jezerinac, hrvatski biskup, bivši vojni ordinarij
- Franjo Kuharić, hrvatski kardinal (iz Gornjeg Pribića)
- Josip Mrzljak, rimokatolički biskup (roditelji su rodom iz Krašića)
- blaženi Alojzije Stepinac, hrvatski kardinal (iz Brezarića)
- Josip Torbar, prvi tajnik, a potom i predsjednik HAZU-a
- Branko Stipković, hrv. sudački kontrolor u 1. HNL

## Spomenici i znamenitosti
- Crkva Presvetog Trojstva
- Okućnica, zaštićeno kulturno dobro

## Unutarnje poveznice
- Kulturno-povijesna cjelina Krašić, zaštićeno kulturno dobro

## Vanjske poveznice
- http://www.krasic.com/